# بليلة
بليلة أو لبلبي أكلة شعبية عربية، ذات انتشار واسع بين المجتمعات العربية وخاصة في بلاد الشام والعراق ومصر والحجاز. وأساسها الحمص المغلي والكمون، وقد تضاف أغذية أخرى كمكعبات مخلل الخيار. ويُضاف إليها الخل والبهارات حسب الرغبة. يكثر بيع البليلة في الشوارع داخل عربات تجوب الأحياء الشعبية.
أما البليلة المصرية فتتكون من حبوب القمح باللبن والسكر أصلا، تضاف للفول بنسبة الخُمس، أما حمص الشام أو الحلبسة، فيستخدم فيه الحمص فقط ويُضاف إليها الصلصة الخفيفة والليمون والشطة الحارة.
أما اللبلبي أو البلابي فهو المرادف لها في تونس، ويشبه البليلة المصرية ويميز عنه بالهريسة وأحياناً البيض حسب الرغبة. وفي ولاية بنزرت في تونس يشتهر كسكروت اللبلابي أو سندويش اللبلابي وهو سندويش محشو أساساً بالحمص المغلي والبهارات والهريسة والبيض والزيتون.